# Prunelli-di-Fiumorbo
Prunelli-di-Fiumorbo is een gemeente in het Franse departement Haute-Corse (regio Corsica). De gemeente telde 3.736 inwoners op 1 januari 2022.
Het centrum van de gemeente ligt in de vlakte. Prunelli-di-Fiumorbo is van oudsher een landbouwdorp. In de jaren 1930 was er een belangrijke bosbouwonderneming. Later werd het toerisme steeds belangrijker.

## Geografie
De oppervlakte van Prunelli-di-Fiumorbo bedroeg op 1 januari 2022 37,41 vierkante kilometer; de bevolkingsdichtheid was toen 99,9 inwoners per km².
De gemeente ligt tussen de rivieren Fiumorbo in het noordoosten en Abatesco in het zuiden. Naast het stadscentrum zijn er verschillende gehuchten: Miglicciaro, a Morta, L'Abbazio, L'Agnatello, Casamozza, Vix, u Quarciolu en Machiuncello.
De onderstaande kaart toont de ligging van Prunelli-di-Fiumorbo met de belangrijkste infrastructuur en aangrenzende gemeenten.

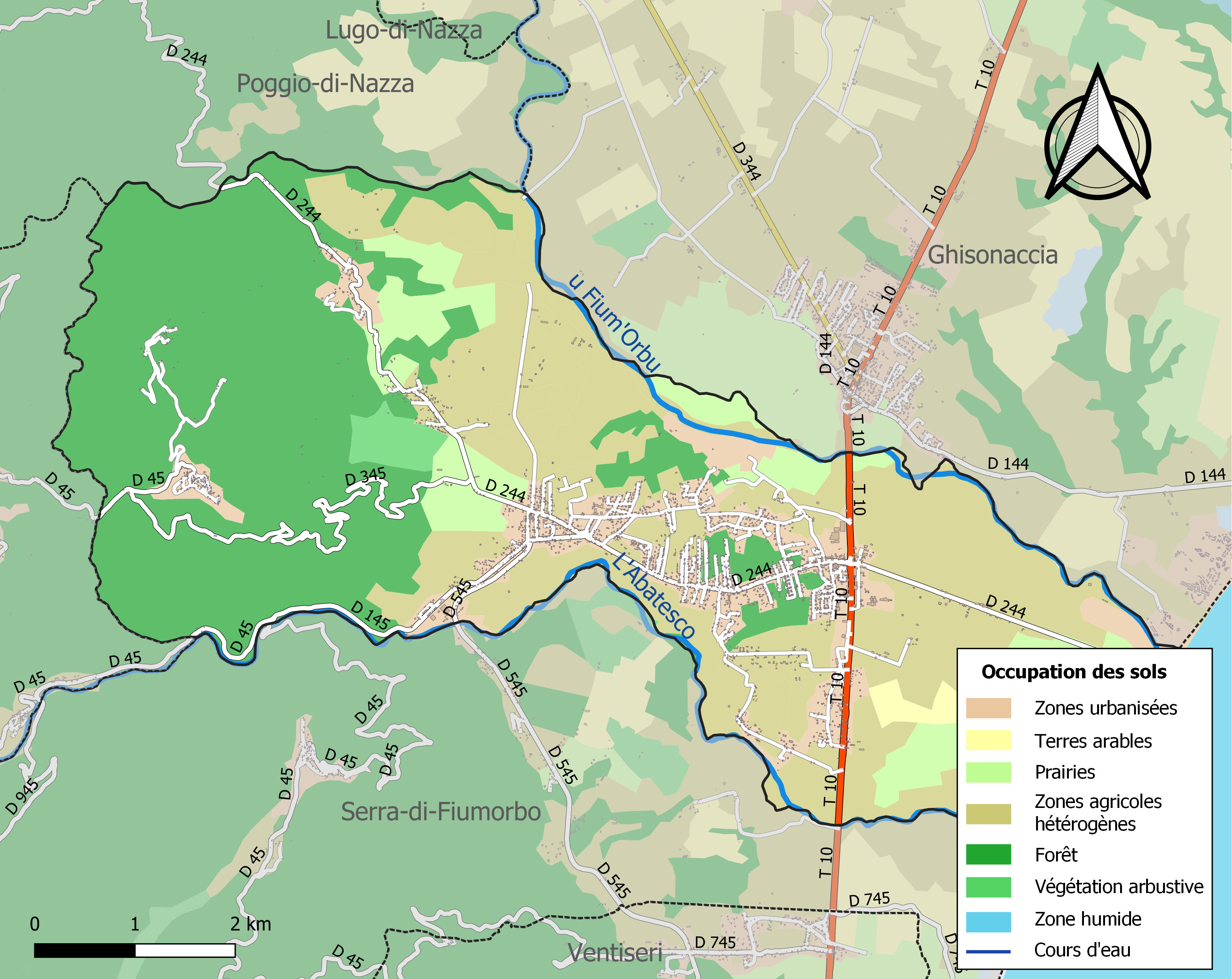

## Demografie
Onderstaande figuur toont het verloop van het inwonertal.
Vanwege een beveiligingsprobleem met de MediaWiki Graph-software is het momenteel niet mogelijk deze grafiek weer te geven. Zodra de software is bijgewerkt zal de grafiek vanzelf weer zichtbaar worden.

## Bezienswaardigheden
- Couvent Saint-François de Prunelli-di-Fiumorbo, een voormalig klooster gebouwd tussen 1699 en 1703
- Abdij Saint-Jean-Baptiste, een voormalige abdij
- Parochiekerk Sainte-Marie (16e eeuw)